# 南烏河
南烏河（英語：Nam Ou；寮語：ນ້ຳອູ [nâːm ùː]／意譯：飯碗河），是寮國最重要的河流之一，為湄公河支流。它由豐沙里省流至琅勃拉邦省，幹流河長448公里。在湄公河各支流中，南烏河是唯一可通航大型貨船的天然通道。在靠近河口處有座著名的帕烏洞，以大量佛像而聞名。

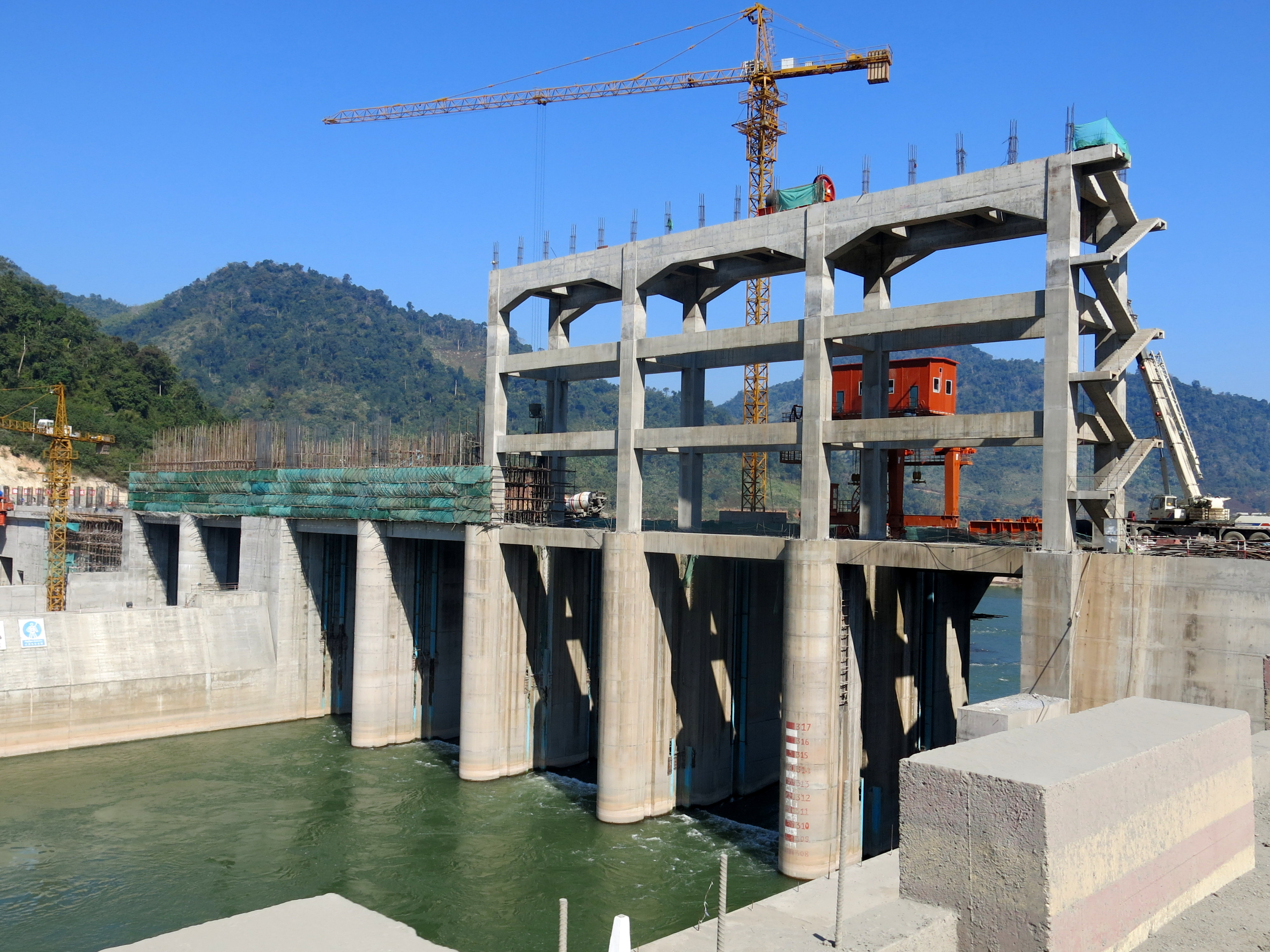
南烏河上的水壩

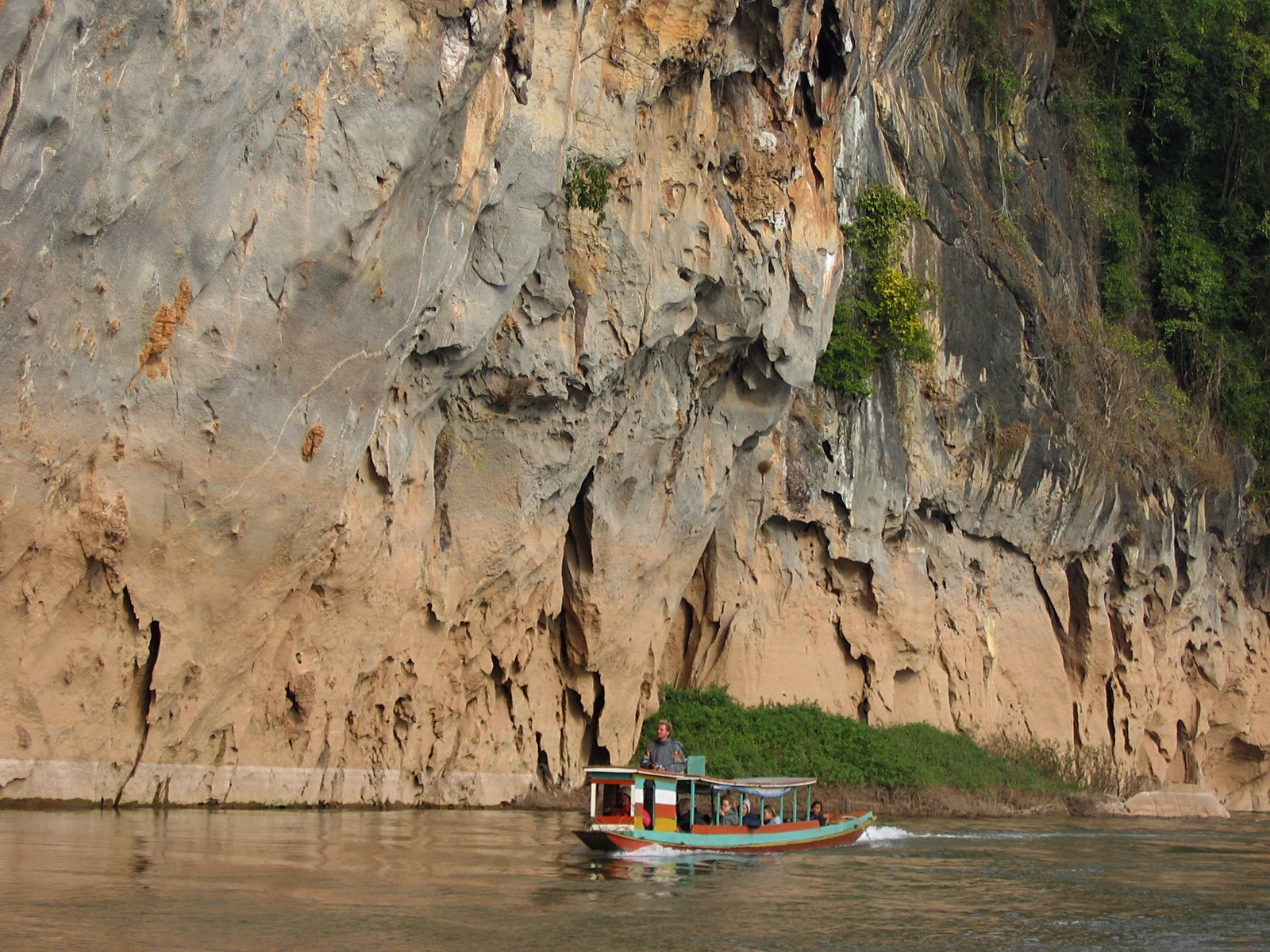
琅勃拉邦附近的渡船

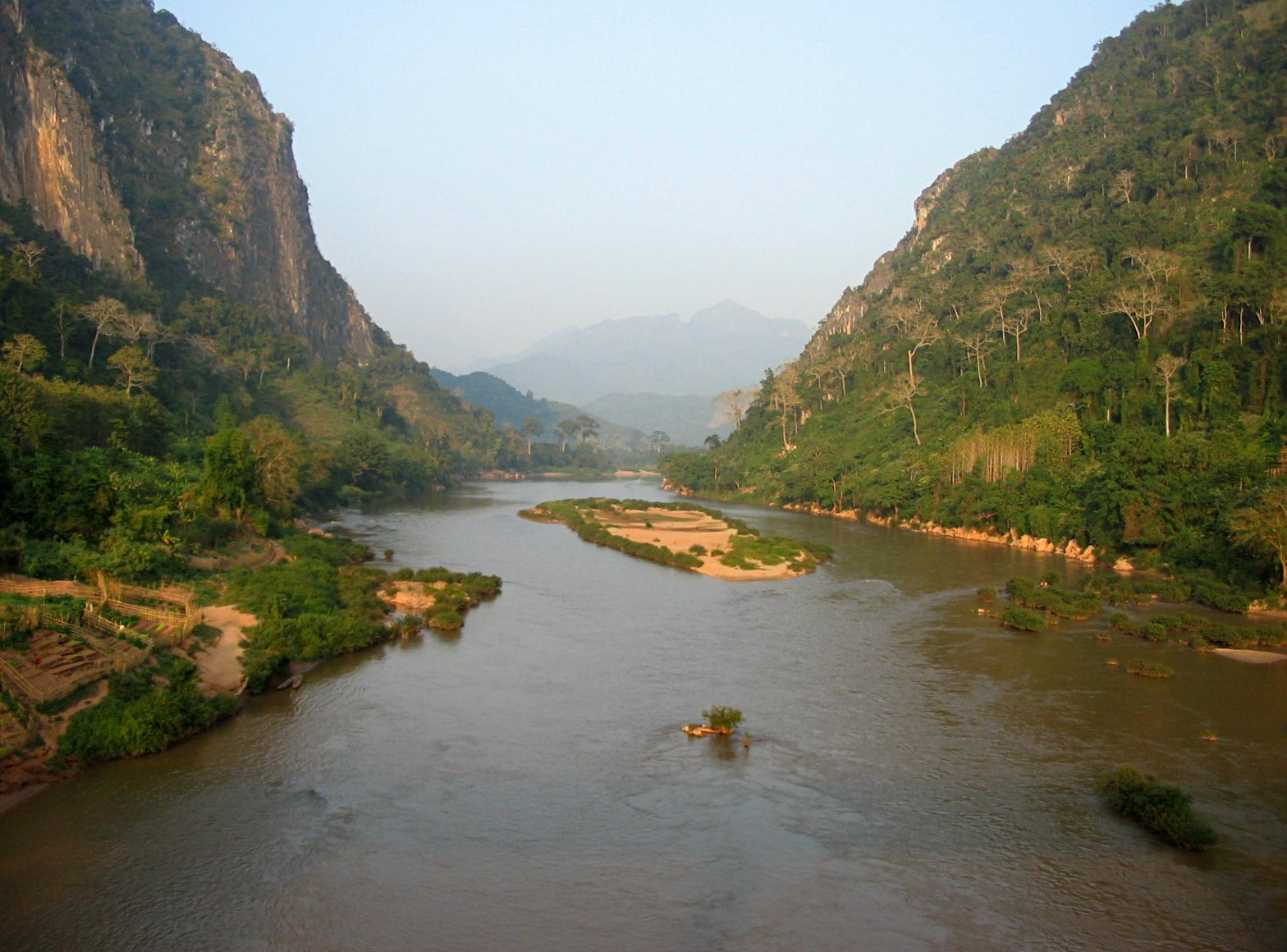
南烏河是寮國的重要運輸管道

20°03′N 102°13′E / 20.050°N 102.217°E